# Koninkrijk Kuba

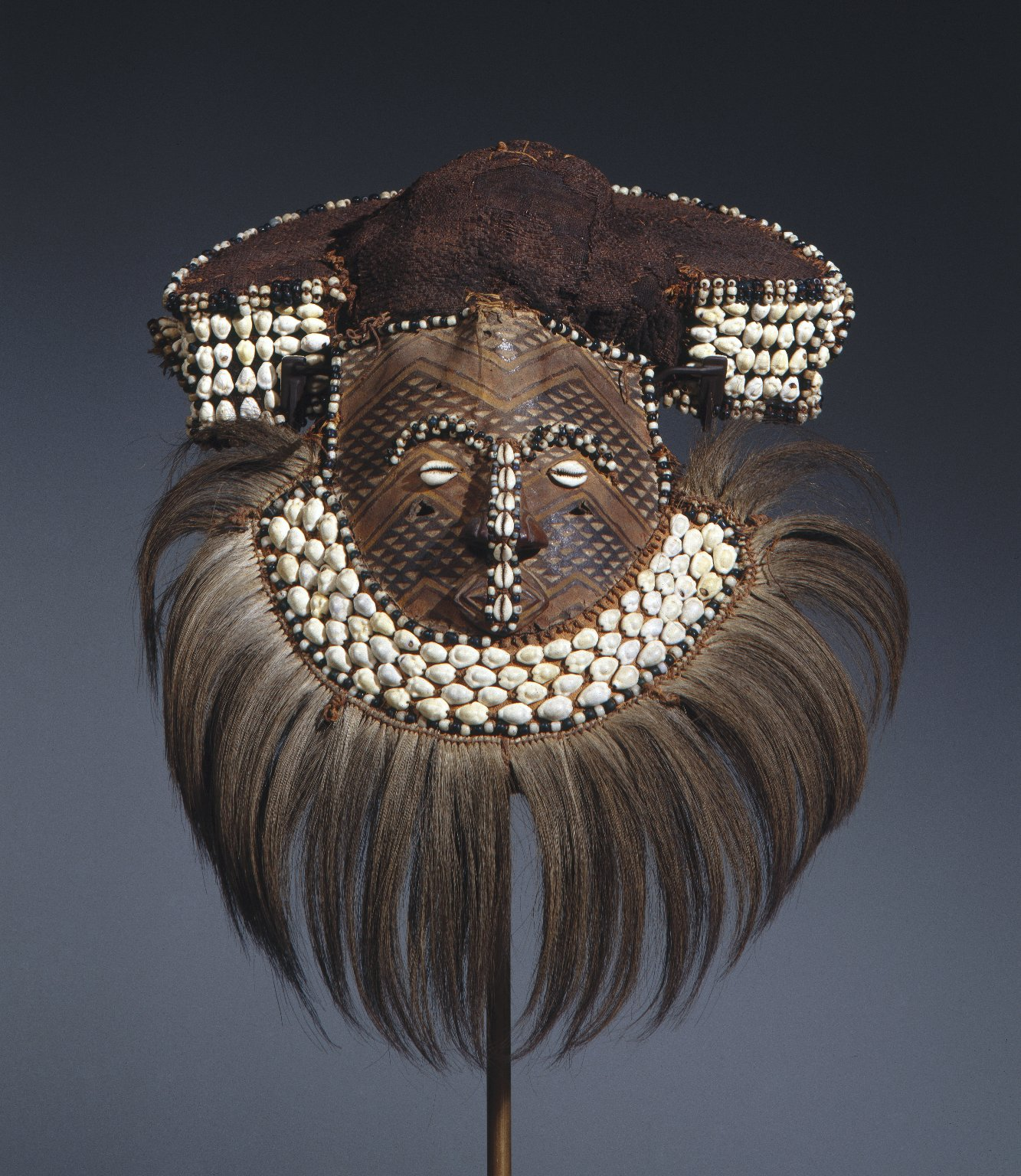
Een hedendaags Mwaash aMbooy- masker dat Woot voorstelt, de mythische stichter van het Kuba-koninkrijk

Het Koninkrijk Kuba, ook bekend als het Koninkrijk van de Bakuba of Bushongo, is een traditioneel koninkrijk in Centraal-Afrika. Het kende een bloeiperiode tussen de 17e en 19e eeuw in een gebied dat wordt begrensd door de Sankuru-, Lulua- en Kasai-rivieren, in het hart van het huidige Democratische Republiek Congo. Het Koninkrijk Kuba bestond uit een samenvoeging van verschillende kleinere Bushong-sprekende vorstendommen, evenals de Kete, Coofa, Mbeengi en de Kasaï Twa-pygmeeën. De oorspronkelijke Kuba migreerden in de 16e eeuw vanuit het noorden naar dit gebied. Het koninkrijk omvatte negentien verschillende etnische groepen en bestaat nog steeds, onder leiding van de koning (nyim).

## Geschiedenis

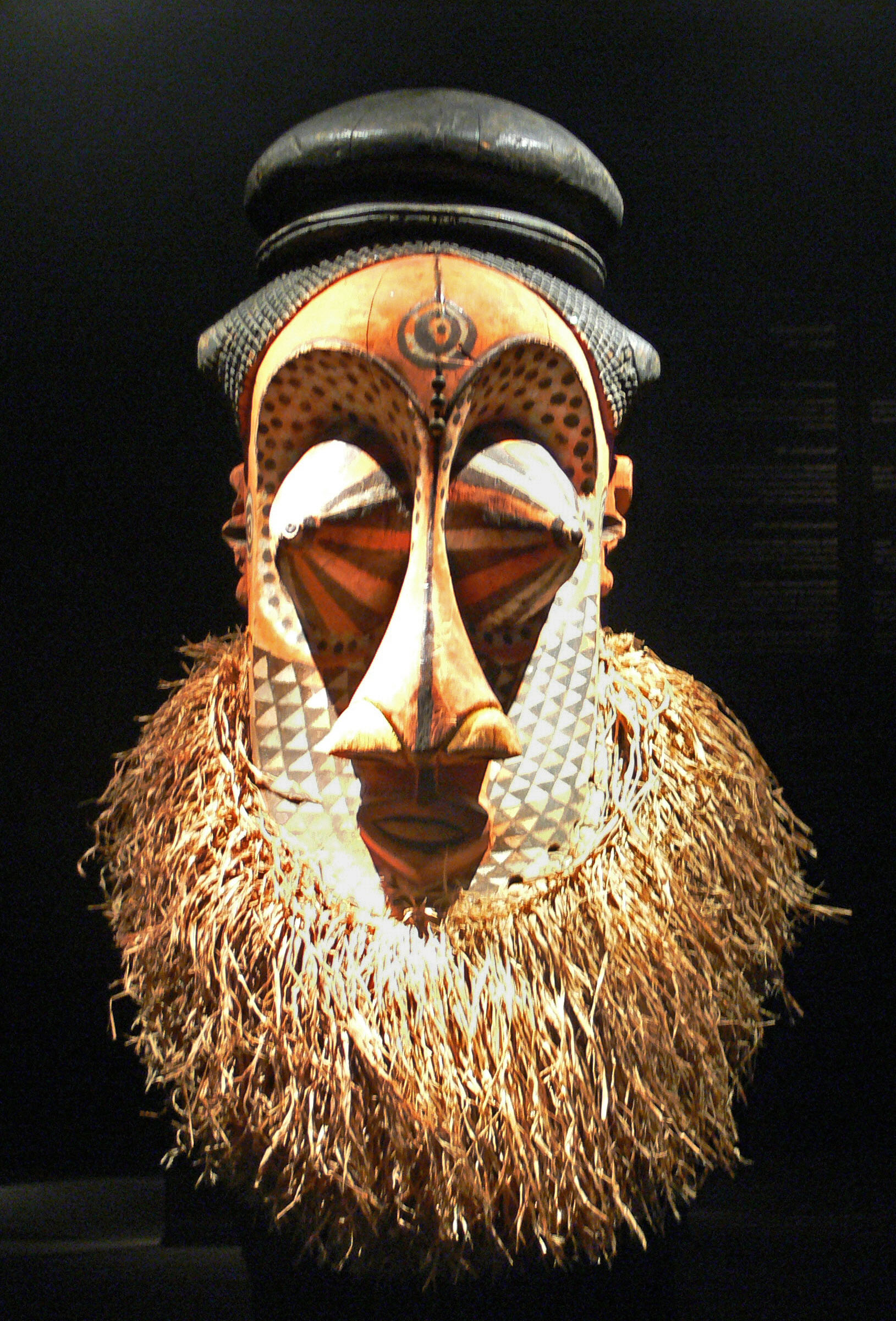
Helmmasker "mulwalwa", Zuidelijke Kuba, 19e of begin 20e eeuw

### Shyaam a-Mbul
Het koninkrijk ontstond als een samenvoeging van verschillende cheferrieën van diverse etnische groepen, zonder een echte centrale autoriteit. Rond 1625 greep een buitenstaander, Shyaam a-Mbul a Ngoong, de macht over een van de lokale heersers en verenigde alle chiefdoms onder zijn leiderschap. Volgens de overlevering was Shyaam a-Mbul de geadopteerde zoon van een Kuba-koningin. Hij verliet de Kuba-regio op zoek naar wijsheid in de Pende- en Kongo-koninkrijken in het westen. Nadat hij daar alles had geleerd wat hij kon, keerde hij terug naar Kuba om de politieke, sociale en economische fundamenten van het rijk te vestigen.

### Een nieuwe regering
De regering van het Koninkrijk Kuba werd hervormd naar een systeem gebaseerd op verdienste, maar de macht bleef stevig in handen van de aristocratie. Het koninkrijk werd bestuurd door een koning, de nyim, die afkomstig was uit de Bushoong-clan. De koning was verantwoording verschuldigd aan een hofraad, waarin alle subgroepen van de Kuba vertegenwoordigd waren via hun elites.
Het koninkrijk kende een ongeschreven grondwet, verkozen politieke ambten, een scheiding der machten, een rechtssysteem met rechtbanken en jury's, een politieapparaat, een leger, belastingen, voorzieningen voor collectieve goederen en sociale ondersteuningsbewegingen.

### Groei
Naarmate het koninkrijk zich verder ontwikkelde, profiteerde het van geavanceerde technieken die waren overgenomen van naburige volkeren, evenals van nieuwe gewassen uit de Amerika’s, zoals maïs, tabak, cassave en bonen. Dankzij deze ontwikkelingen werd Kuba zeer welvarend, wat leidde tot de creatie van kunstwerken die in opdracht van de Kuba-adel werden vervaardigd. De Kuba-koningen behielden de meest sierlijke kunstvoorwerpen voor hofceremonies en werden ook met deze artefacten begraven.

### Hoogtepunt
Het Koninkrijk Kuba bereikte zijn hoogtepunt halverwege de 19e eeuw. De eerste Europeanen bereikten het gebied in 1884. Omdat het koninkrijk relatief geïsoleerd was, had het minder last van de slavenhandel dan de koninkrijken Kongo en Ndongo aan de kust.
De huidige regerende vorst, Kot-a-Mbweeky III, zit sinds 1968 op de troon.

## Kuba-cultuur

### Kuba-kunst
De Kuba staan bekend om hun met raffia geborduurde textiel, vezel- en kralenhoeden, gesneden palmwijnbekers en cosmetische dozen. Hun meest iconische kunstwerken zijn echter helm-maskers, versierd met geometrische patronen, prachtige stoffen, zaden, kralen en schelpen.
De cosmetische dozen, door de Kuba ngedi mu ntey genoemd, werden doorgaans gebruikt om tukula-poeder en -pasta in te bewaren. Ze hadden vaak de vorm van een vierkant met een facetgeslepen deksel, een halve cirkel (ook wel "halve maan" genoemd), een rechthoek of een masker. Soms werden ze ook gebruikt om scheermessen voor raffiasnijden, haarpinnen of rituele voorwerpen in op te bergen.
Tukula is een rood poeder gemaakt van vermalen camwood-hout. De kleur rood speelde een centrale rol in het Kuba-ideaal van schoonheid en werd daarom gebruikt om het gezicht, het haar en de borst te versieren tijdens dansen en belangrijke ceremonies, evenals voor de zalving van lichamen bij begrafenissen. Het poeder werd ook gemengd met andere pigmenten om raffiakleding te verven.
Na 1700 introduceerde koning Misha mi-Shyaang a-Mbul houten sculpturen die werden gemaakt om de koning te verbeelden en zijn individuele regeerperiode te symboliseren. Elke kunstwerk bevat het persoonlijke symbool van de koning, en is vergelijkbaar met een koninklijke standaard.
De rijkelijk gesneden palmwijnbekers en kunstig versierde dozen weerspiegelden de statuscompetitie binnen de hofadel van de Kuba. In de jaren 1880 had de helft van alle Bushoong-mannen een adellijke titel, wat leidde tot hevige rivaliteit. Dit vond zijn uiting in de transformatie van alledaagse voorwerpen tot buitengewone kunstwerken.

### Kuba religie en mythologie
De Kuba geloofden in Bumba, de Hemelvader, die de zon, maan, sterren en planeten voortbracht. Samen met de Aardmoeder schiep hij het leven. Hoewel Bumba en de Aardmoeder als scheppende godheden werden vereerd, waren ze eerder afstandelijke figuren in de religie van de Kuba.
Veel belangrijker in het dagelijks geloof was Woot, een bovennatuurlijke figuur die de dieren en andere dingen hun namen gaf. Woot werd beschouwd als de eerste mens en de brenger van beschaving. Daarom worden de Kuba soms ook wel de "Kinderen van Woot" genoemd.

## Verder lezen
- Vansina, Jan (1978). The Children of Woot: A history of the Kuba peoples. University of Wisconsin Press, Madison. ISBN 9780299074906.
- Vansina, Jan (20102010). Being colonized: the Kuba experience in rural Congo, 1880-1960. Univ of Wisconsin Press. ISBN 978-0-299-23644-1.